# ニッキー・オッペンハイマー

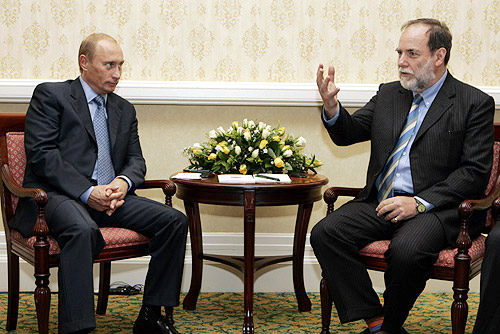
2006年、プーチン大統領と対談するオッペンハイマー

ニコラス・F・オッペンハイマー（Nicholas F. Oppenheimer 1945年6月8日 - ）は、南アフリカの鉱山事業家、大富豪。デビアス会長。愛称ニッキー。

## 来歴
ドイツのユダヤ系鉱山事業家ハリー・オッペンハイマーの息子。英国で教育を受け、ハーロー校からオックスフォード大学クライストチャーチ校を卒業。専攻は哲学と政治と経済。
2005年のフォーブス誌の調査によれば、資産は60億米ドル（当時の換算で約6,900億円）に及ぶ。
1968年、バイエルンの王族ヴィッテルスバッハ家の血を引く女性と結婚。彼の事業は息子ジョナサン・オッペンハイマーが継ぐものと見られている。
現在ヨハネスブルグに住むが、イギリスにも地所を持つ。